# Pfarrkirche St. Jakob im Rosental

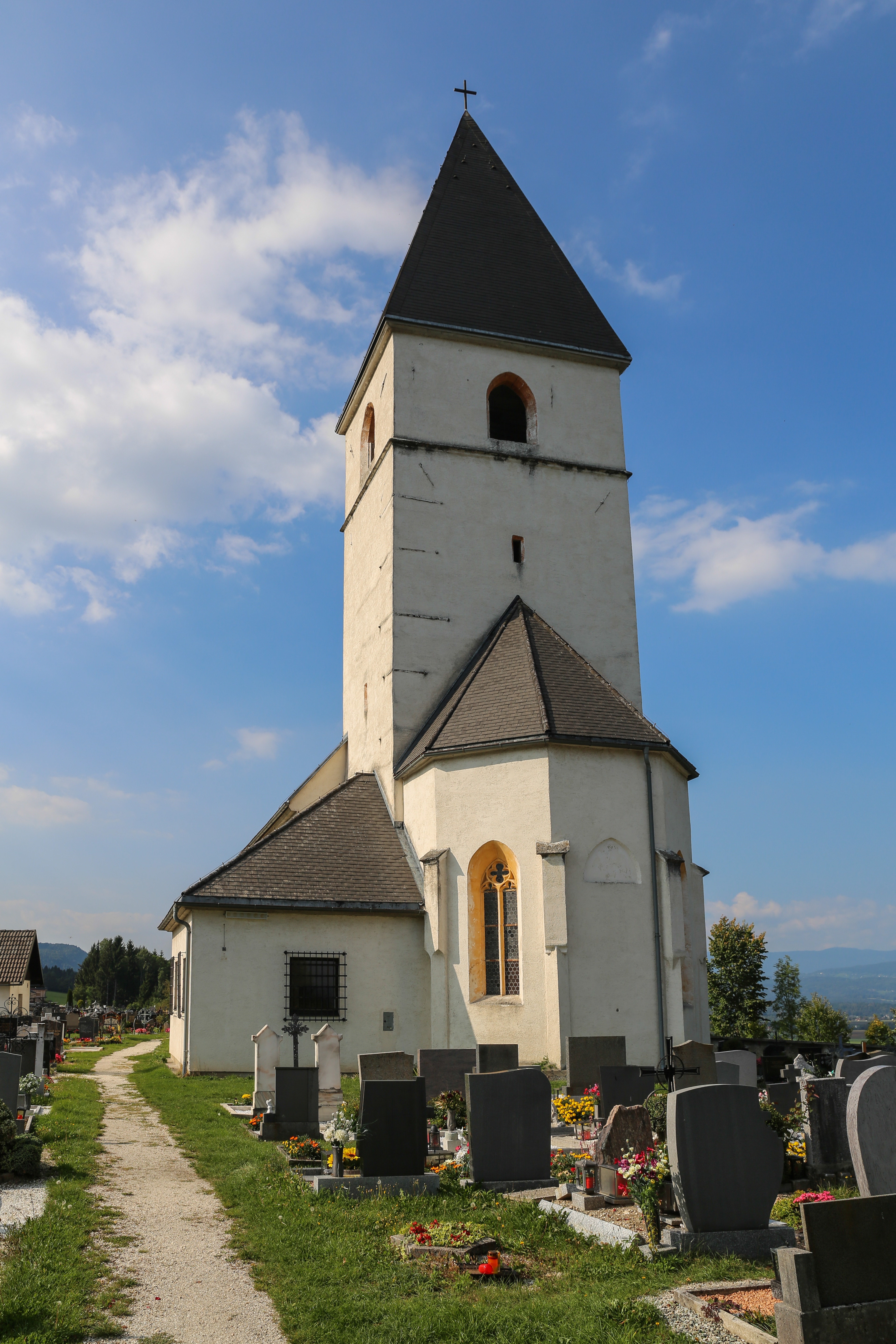
Katholische Pfarrkirche in St. Jakob an der Drau

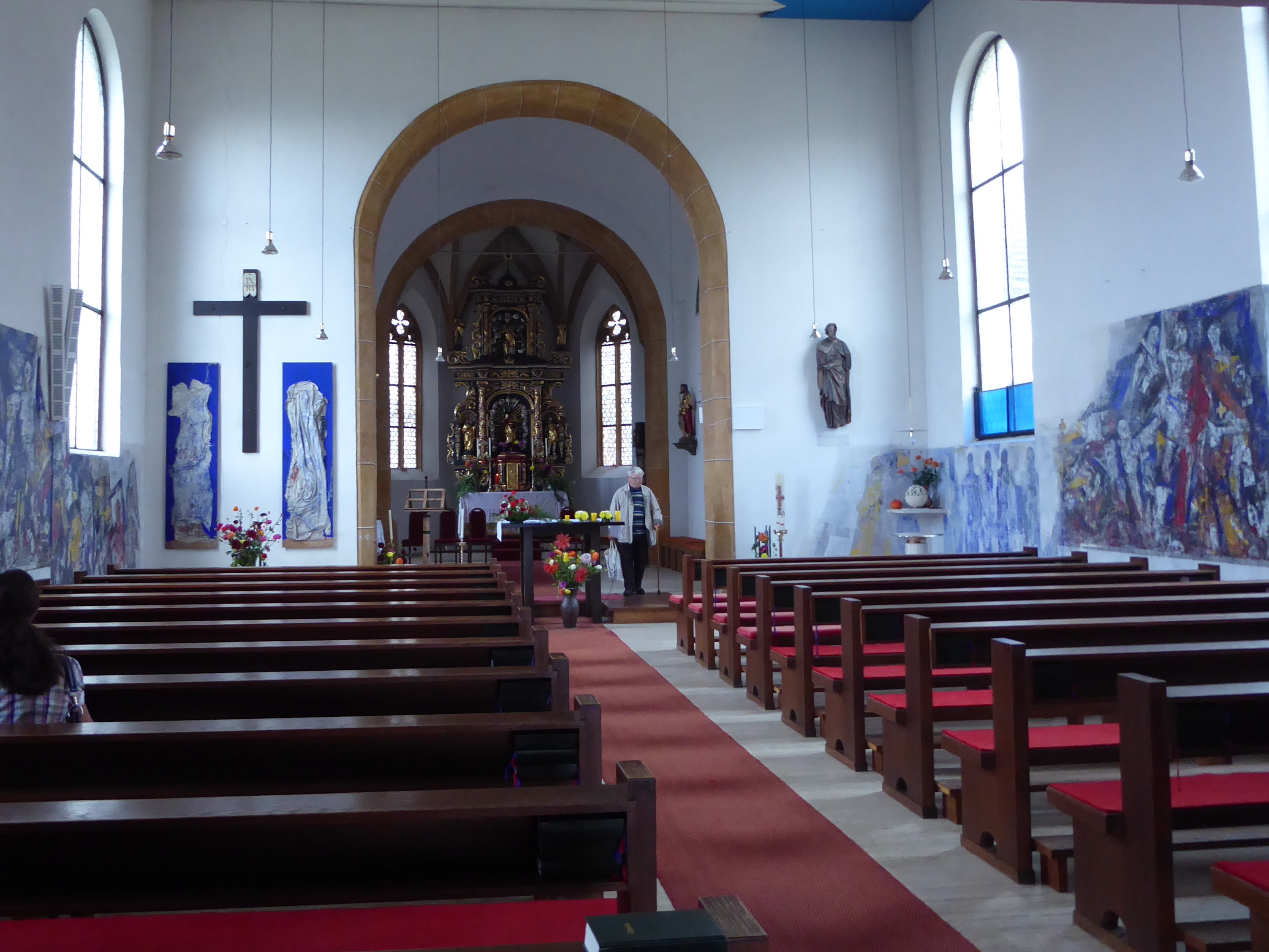
Langhaus, Blick zum Chor

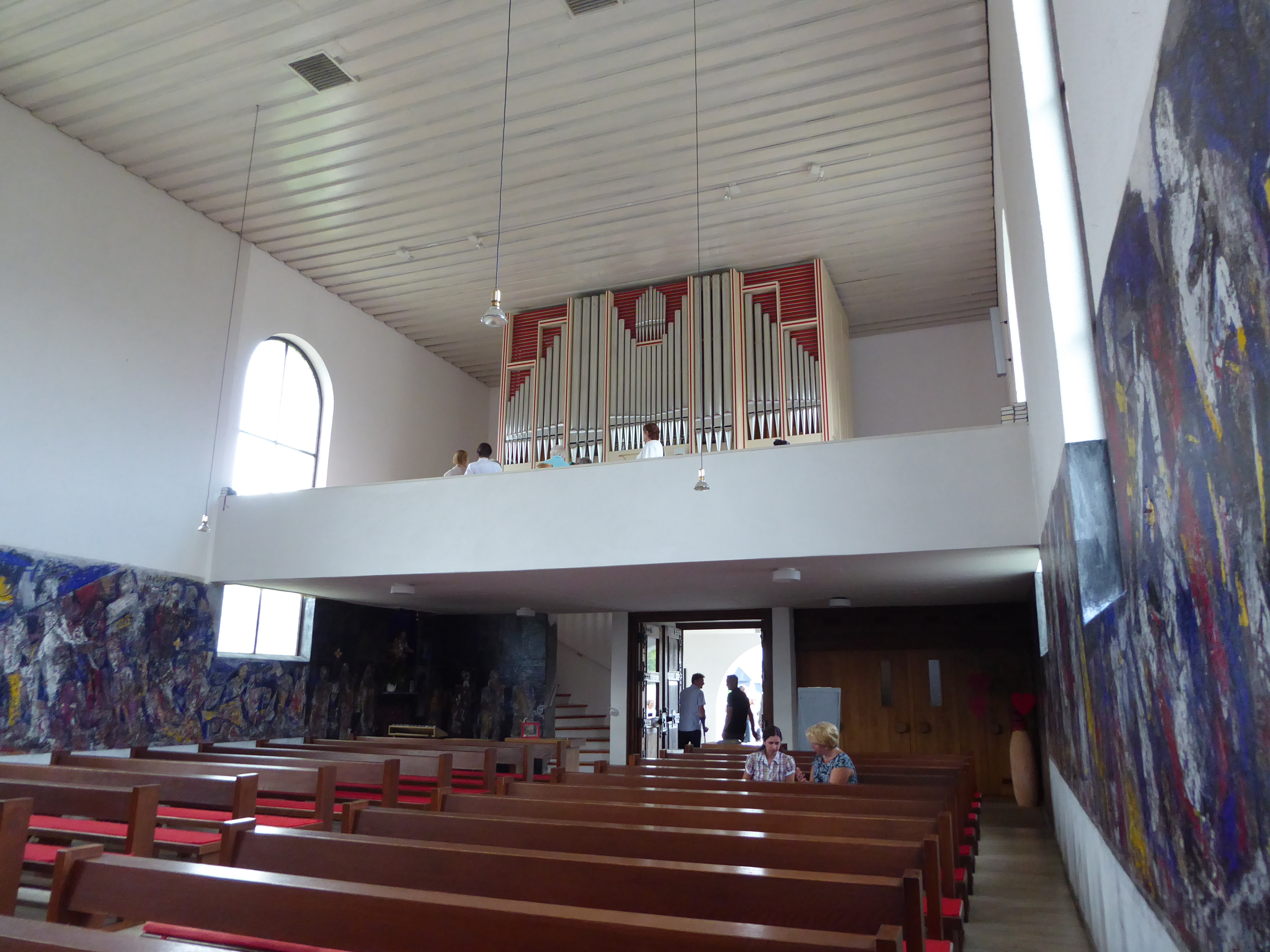
Langhaus, Blick zur Empore

Die römisch-katholische Pfarrkirche St. Jakob an der Drau steht auf einem Hügel im Süden der Ortschaft der Marktgemeinde Sankt Jakob im Rosental im Bezirk Villach-Land in Kärnten. Die dem Patrozinium des Heiligen Jakobus der Ältere unterstellte Kirche gehört zum Dekanat Rosegg/Rožek in der Diözese Gurk-Klagenfurt. Die Kirche steht unter Denkmalschutz (Listeneintrag).

## Geschichte
Die Kirche war seit der Mitte des 12. Jahrhunderts bis 1784 dem Stift Ossiach inkorporiert.
Die ehemalige Chorturmkirche wurde nach einem Türkeneinfall 1489 mit einem Chorturm, Chor und Sakristei neu aufgebaut und erweitert. 1972 wurde die Kirche durch einen Brand vernichtet, der Chor blieb erhalten, das Langhaus mit Vorhalle und der Turm wurden neu errichtet. Die Neuordnung der Einrichtung und des Taufplatzes erfolgte mit dem Architekten Felix Orsini-Rosenberg 1989.

## Architektur
Das Kirchenäußere zeigt einen gotischen Chor mit einfach abgetreppten unten kantigen Strebepfeilern mit drei zweiteiligen Lanzettfenstern mit dem ursprünglichen Maßwerk, ein Fenster ist vermauert. Der erneuerte Turm hat spitzbogige Schallfenster, er trägt einen neuen Spitzhelm. Das neu erbaute Langhaus hat große Rundbogenfenster, südlich steht ein Sakristeianbau mit einem neuen Zubau. Die Vorhalle vor der Westfront hat die Breite des Langhauses und rundbogige Zugänge.
Das Kircheninnere zeigt ein Langhaus. Vor dem Chor befindet sich ein Zwischenjoch unter dem Turm mit zwei rundbogigen abgefasten Bögen mit breiter Laibung und einem neuen Gewölbe, südlich befindet sich das spätgotische spitzbogige zweifach gekehlte Sakristeiportal mit einer alten Eisentür, dahinter befindet sich der Turmaufgang. Der Chor ohne Vorjoch hat einen Fünfachtelschluss unter einem Netzrippengewölbe auf Konsolen mit einem runden und mehreren eckigen Schlusssteinen, südlich befindet sich ein Eingang in die neue Sakristei.
Die Wandmalereien im Langhaus schuf Valentin Oman 1991.

## Einrichtung
Der Hochaltar aus 1656 hat einen zweizonigen Aufbau über einem kleinen Sockel, in der Hauptzone eine Ädikula mit Seitenteilen in Gestalt von Muschelnischen sowie im Aufsatz eine Ädikula über einem kleinen Sockel mit knorpeligen Voluten und einer Monstranz als Bekrönung. Der gesamte Altar ist mit zartem Knorpelwerk, Fruchtgehängen und Cherubsköpfen überzogen, er trägt die Mittelfigur des hl. Jakobus des Älteren und die Seitenfiguren der Heiligen Pilger und Florian und als Aufsatzfigur einen hl. Bischof.